# Pobór mocy na bramkę
Pobór mocy na bramkę, pobór mocy przez bramkę – iloczyn napięcia zasilania tranzystora polowego i pobieranego przez niego średniego prądu. 
Wartość Ps zależy od rodzaju i wielkości obciążenia układu: na przykład w układach CMOS moc pobierana w warunkach statycznych jest znikomo mała (rzędu nanowatów), natomiast przy przełączaniu wzrasta w przybliżeniu proporcjonalnie do częstotliwości sygnału (nawet do 10 miliwatów).
Pobór mocy na bramkę jest jednym z parametrów półprzewodnikowych układów scalonych.